# Tony Clarkin
Tony Clarkin, rodným jménem Anthony Michael Clarkin (24. listopadu 1946 Shard End, Birmingham, Anglie – 7. ledna 2024) byl britský rockový kytarista, nejvíce známý jako člen skupiny Magnum, je také skladatel a napsal většinu skladeb skupiny.